# 천태사교의집주상권
천태사교의집주상권(天台四敎儀集註上卷)은 충청북도 단양군 영춘면 백자리, 구인사에 있는 불경이다. 2004년 10월 22일 충청북도의 유형문화재 제260호로 지정되었다가, 2009년 4월 10일 문화재 지정이 해지되었다.

## 지정 사유
정확한 간행연대는 알 수 없으나 천태종의 사상을 집약하여 정리한 책으로 인출의 상태나 지질 등으로 보아 조선중기의 우리나라 금속활자 인쇄문화를 규견(窺見)하는데 가치가 있는 자료로 평가된다.

## 해지 사유
지질 및 구결이 다소 이질적이고 첫 장 인기(印記)가 일본 소재 본원원(本源院)으로 문화재 지정 해제가 바람직할 것으로 판단된다.

## 참고 자료
- 천태사교의집주상권 - 국가유산청 국가유산포털